# Вікова криза
Вікова криза (від грец. κρίσις — вихід, переломний момент) — період у житті людини (дитини теж, як правило, в три, сім, одинадцять-тринадцять років), коли впродовж відносно короткого часу (кілька місяців, рік) виявляються різкі й суттєві психологічні зрушення і зміни особистості, розвиток набуває бурхливого, стрімкого, кризового відтінку.
Особливістю кризових періодів є те, що частина дітей стає в цей час важковиховуваною, вступає у гострі конфлікти з оточенням, зазнає хворобливих, важких переживань тощо. Так, дитина трьох років на якийсь час може стати впертою, вередливою і свавільною. У 7-річному віці на певний проміжок часу у дітей порушується психічна рівновага, спостерігається нестійкість волі, настрою тощо. У тринадцятирічного підлітка знижується працездатність, погіршується успішність у школі. Перебіг кризових періодів залежить від багатьох життєвих обставин, індивідуальних здатностей вихователів, від того, чи своєчасно вони помічають початок різких змін у дитини й наскільки глибоко враховують це у своїх взаєминах з нею.

## Види
- Криза дитячого віку
- Юнацька криза (підліткова)[1]
- Криза чверті життя
- Криза середнього віку